# Страхова вартість
Страхова вартість — це вартість, що встановлюється при оцінці об'єкта страхування.
Страхова вартість — це оціночна або фактична вартість об'єкту страхування в місці його перебування в момент укладення договору страхування. Вона вказується в страховому полісі або в договорі. Як правило, страхова сума визначається страхувальником на підставі платіжних документів, представлених страховиком. Для визначення страхової вартості можуть використовуватися інформаційні довідники або звіти незалежних оцінювачів.

## Різноманітні визначення страхової вартості
1. Страхова вартість — це грошова оцінка об'єкта страхування, що застосовується при страхуванні майна або підприємницького ризику. Для майна страховою вартістю вважається його дійсна вартість у момент укладення договору страхування, для підприємницького ризику — збитки від підприємницької діяльності, які б міг понести страхувальник при настанні страхового випадку.
2. Страхова вартість виражає ціну предмета страхування, має велике значення при страхуванні майна і підприємницького ризику і застосовується в різних ситуаціях. Вона є орієнтиром при вирішенні сторонами питання про величину страхової суми. Якщо настане страховий випадок, то стосовно до страхової вартості буде визначатися розмір збитку, а отже, і розмір страхового відшкодування.
3. Страхова вартість у різних країнах визначається по-різному і залежить від чинного законодавства і сформованої практики. Наприклад, при страхуванні вантажів в англійській практиці як страхової вартості приймається ціна, за якою страхують майно обійшлося покупцеві на момент навантаження плюс витрати на його навантаження та страхуванню. У США страхова вартість визначається за ринковою ціною товару, що діє на момент початку рейсу. Відповідно до французького законодавства страхова вартість товару розраховується як його продажна ціна в місці і в момент навантаження з урахуванням витрат на транспортування до місця призначення і деякою величиною прибутку.
4. При страхуванні нерухомості страхова вартість об'єкта страхування (квартири, дачі, житлового будинку, гаража і т. д.) приймається рівної ринкової вартості приміщення аналогічного застрахованому та порівнювати з ним. Наприклад, при визначенні страхової вартості квартири розраховують ринкову ціну квартир, що знаходяться в цьому ж районі, однакової площі з одним і тим же кількістю кімнат, на аналогічному поверсі.

## Страхова вартість об'єкта страхування
Страхова вартість об'єкта страхування — це дійсна (реальна) вартість об'єкта, в обсязі якої йому може бути завдано шкоди. Страхова вартість визначається при укладанні договору страхування згідно чинного законодавства за цінами і тарифами, які діють на момент укладання договору. При цьому страховик має право самостійно оцінити вартість майна, і навіть провести власну вартісну експертизу. Страховик може оскаржити розмір страхової вартості майна, що прийняте на страхування, лише тоді, коли страхувальник своїми навмисними діями ввів страховика в оману. На практиці страхова вартість найчастіше розраховується, як вартість придбання майна за відрахуванням фактичного зносу. Це пояснюється тим, що страхування лише компенсує шкоду і не є джерелом отримання прибутку для страхувальника.